# Phityogamasus
Phityogamasus este un gen monotipic de acarieni care aparține familiei Parasitidae. Genul de fost descris în 1972 de Ilinca Juvara-Balș și Claire Athias-Henriot.

## Specii
Există o singură specie care aparține acestui gen:
- Phityogamasus primitivus (Oudemans, 1904)